# Björn Pétursson
Pour les articles homonymes, voir Pétursson.
Björn Pétursson, appelé Axlar-Björn (« Björn d'Öxl »), est un tueur en série islandais ayant vécu au XVIe siècle à Búðir, dans la péninsule des Snæfellsnes.
Les sources diffèrent concernant ses crimes et la façon dont il a été condamné, mêlant écrits postérieurs et folklore. Il semblerait que cet aubergiste ait assassiné entre neuf et dix-huit personnes, des voyageurs de passage pour la plupart. Certains cadavres auraient été cachés dans son étable, dans la ferme d'Öxl à Breiðavík. Il fut arrêté et condamné en 1596. Les récits folkloriques rapportent qu'on lui aurait alors brisé les jambes avant de le décapiter, pour ensuite disperser les parties de sa dépouille afin d'empêcher sa réincarnation, ce qui semble cependant incompatible avec la législation de l'époque.
L'épouse de Björn fut condamnée aussi en tant que complice, mais son exécution repoussée en raison de la grossesse de leur fils. Ce dernier, Sveinn, fut aussi condamné pour viol en 1648.
Úlfar Þormóðsson a écrit un roman historique retraçant le parcours de ces trois personnes, Þrjár sólir svartar, en 1988.
 
En 2012, le collectif Vesturport a présenté une pièce de théâtre inspirée des récits folkloriques d'Axlar-Björn au Théâtre de Reykjavik.

## Sources
- (is) Cet article est partiellement ou en totalité issu de l’article de Wikipédia en islandais intitulé « Axlar-Björn » (voir la liste des auteurs).
- Panneaux d'informations à Breiðavík